# Gurgen Poghosjan
Gurgen Poghosjan (armenisch Գուրգեն Պողոսյան, * 14. Mai 1995, englisch Gurgen Poghosyan) ist ein armenischer Badmintonspieler. 

## Karriere
Gurgen Poghosjan wurde 2008 und 2010 Juniorenmeister in Armenien. 2008 war er auch erstmals bei den Erwachsenen erfolgreich. Weitere Titelgewinne folgten 2009 und 2010.

## Sportliche Erfolge
| Saison    | Veranstaltung                                | Disziplin    | Platz | Name                                    |
| --------- | -------------------------------------------- | ------------ | ----- | --------------------------------------- |
| 2007/2008 | Armenien: Einzelmeisterschaften der Junioren | Herrendoppel | 1     | Hrachya Mnatsakanyan / Gurgen Poghosjan |
| 2007/2008 | Armenien: Einzelmeisterschaften              | Herrendoppel | 1     | Hrachya Mnatsakanyan / Gurgen Poghosjan |
| 2008/2009 | Armenien: Einzelmeisterschaften              | Herreneinzel | 1     | Gurgen Poghosjan                        |
| 2008/2009 | Armenien: Einzelmeisterschaften              | Herrendoppel | 1     | Hrachya Mnatsakanyan / Gurgen Poghosjan |
| 2009/2010 | Armenien: Einzelmeisterschaften der Junioren | Herreneinzel | 1     | Gurgen Poghosjan                        |
| 2009/2010 | Armenien: Einzelmeisterschaften der Junioren | Mixed        | 1     | Gurgen Poghosjan / Lilit Poghosyan      |
| 2009/2010 | Armenien: Einzelmeisterschaften              | Herreneinzel | 1     | Gurgen Poghosjan                        |
| 2009/2010 | Armenien: Einzelmeisterschaften              | Mixed        | 1     | Gurgen Poghosjan / Lilit Poghosyan      |